# قيطم
القيطم (الاسم العلمي: Xenopus) هو جنس من البرمائيات يتبع فصيلة الضفادع العديمة اللسان من رتبة البتراوات.